# 杉野沢村
杉野沢村（すぎのさわむら）は、かつて新潟県中頸城郡にあった村。

## 沿革
- 1889年（明治22年）4月1日 - 町村制施行に伴い中頸城郡杉野沢村が村制施行し、杉野沢村が発足。
- 1956年（昭和31年）9月30日 - 中頸城郡妙高々原村と合併し、町制施行して妙高々原町となり消滅。